# Finale del campionato NFL 1965
La finale del campionato NFL 1965 è stata la 33ª del campionato della NFL. La gara si tenne il 2 gennaio 1966 al Lambeau Field di Green Bay, Wisconsin. La gara vide affrontarsi i vincitori della Eastern Conference, i Cleveland Browns (11-3), campioni della NFL in carica, e. i vincitori della Western Conference, i Green Bay Packers (10-3-1) che avevano battuto i Baltimore Colts una settimana prima nella finale di conference. I Packers furono alla loro prima apparizione in finale dal 1962. Questa fu la prima finale della NFL ad essere trasmessa in televisione a colori. Con la vittoria, i Packers arrivarono al loro nono titolo, il sesto da quando il campionato si decise tramite i playoff.
I Packers, allenati da Vince Lombardi, potevano contare su un attacco formato dalle stelle Bart Starr, Paul Hornung, Jim Taylor e Carroll Dale assieme agli uomini della linea offensiva Jerry Kramer, Forrest Gregg e Fuzzy Thurston. In difesa, Green Bay schierava tra gli altri Herb Adderley, Ray Nitschke, Willie Wood e Dave Robinson.
Cleveland, allenata da Blanton Collier, aveva Jim Brown, i wide receiver Gary Collins e Paul Warfield, la guardia Gene Hickerson e il kicker Lou "The Toe" Groza in attacco. La difesa invece non era al livello dell'attacco, concedendo 23.2 punti a gara durante la stagione regolare.
Malgrado una tempesta di neve che imbiancò il campo, 50.777 tifosi assistettero alla gara svoltasi a una temperatura di -32 °C.

## Marcature
Primo quarto
- GB - TD Dale su passaggio da 47 yard di Starr (extra point segnato da Chandler) 7-0 GB
- CLE - TD su passaggio da 17 yard di Ryan (tentativo di extra point fallito) 7-6 GB
- CLE - FG Groza 24 9-7 CLE

Secondo quarto
- GB - FG Chandler 15 10-9 GB
- GB - FG Chandler 23 13-9 GB
- CLE - FG Groza 28 13-12 GB

Terzo quarto
- GB - TD Hornung su corsa da 13 yard (extra point segnato da Chandler) 20-12 GB

Quarto quarto
- GB - FG Chandler 29 23-12 GB